# Huananpotamon
Huananpotamon is een geslacht van kreeftachtigen uit de klasse van de Malacostraca (hogere kreeftachtigen).

## Soorten
- Huananpotamon angulatum (Dai, Chen, Song, Fan, Lin & Zeng, 1979)
- Huananpotamon changzhium Li & Y.-Z. Cheng, 2000
- Huananpotamon chongrenense Dai, X. M. Zhou & Peng, 1995
- Huananpotamon guixiense Dai, X. M. Zhou & Peng, 1995
- Huananpotamon lichuanense Dai, X. M. Zhou & Peng, 1995
- Huananpotamon lini Y.-Z. Cheng, L.-S. Li, C.-X. Lin, Y.-S. Li, Y.-Y. Fang, D.-W. Jiang, C.-Y. Huang, A.-P. Zhou & X. Zhang, 2008
- Huananpotamon medium Dai, X. M. Zhou & Peng, 1995
- Huananpotamon nanchengense Dai, X. M. Zhou & Peng, 1995
- Huananpotamon obtusum (Dai & G. X. Chen, 1979)
- Huananpotamon planopodum (Dai & G. X. Chen, 1987)
- Huananpotamon ramipodum (Dai & G. X. Chen, 1987)
- Huananpotamon ruijinense Dai, X. M. Zhou & Peng, 1995
- Huananpotamon sheni Y.-Z. Cheng, L.-S. Li, C.-X. Lin, Y.-S. Li, Y.-Y. Fang, D.-W. Jiang, C.-Y. Huang, A.-P. Zhou & X. Zhang, 2008
- Huananpotamon tangi Y. S. Li, Chen,Y. Z. Cheng, C. X. Lin, X. Zhang, X. M. Zhou & M. Jiang, 2008
- Huananpotamon yiyangense Dai, X. M. Zhou & Peng, 1995